# Decksoffizier
Der Decksoffizier (DO) ist ein Abschnittsleiter für den seemännischen Dienst an Bord eines Kriegsschiffes der Deutschen Marine. Er ist dabei truppendienstlich dem Hauptabschnittsleiter des Hauptabschnitts 100 (Nautik), dem Navigationsoffizier und disziplinarrechtlich dem Ersten Offizier des Schiffes unterstellt.
Für die Besetzung des Dienstposten sind  gemäß Stärke- und Ausrüstungsnachweisung (StAN) in der Regel Offiziere im Dienstgrad Leutnant zur See oder Oberleutnant zur See des Truppendienstes vorgesehen. Selten wird der Dienstposten auch von einem Offizier des militärfachlichen Dienstes übernommen. Regelmäßig übernimmt der Decksoffizier auch Aufgaben als Wachoffizier auf See und im Hafen sowie als Boardingoffizier des Schiffes.
Ihm unterstellt sind ein oder zwei Decksmeister sowie mehrere Unteroffiziere und Mannschaften.